# Rainsars
Rainsars – miejscowość i gmina we Francji, w regionie Hauts-de-France, w departamencie Nord.
Według danych na rok 1990 gminę zamieszkiwało 238 osób, a gęstość zaludnienia wynosiła 39 osób/km² (wśród 1549 gmin regionu Nord-Pas-de-Calais Rainsars plasuje się na 981. miejscu pod względem liczby ludności, natomiast pod względem powierzchni na miejscu 586.).